# T.I. Presents the P$C: 25 to Life
T.I. Presents the P$C: 25 to Life è il titolo dell'album d'esordio dei P$C

## Tracce
1. "25 to Life"
2. "Westside"
3. "F**k Where Ya From" (featuring Young Jeezy)
4. "Do Ya Thing" (featuring Young Dro)
5. "Walk This Way" (featuring Cee-Lo)
6. "I'm a King"
7. "Like a Movie" (featuring Lloyd)
8. "Lookin' Shife"
9. "Still I Luv Her" (featuring Young Dro)
10. "Coming Down"
11. "Mess It Up"
12. "Touch Something"
13. "Murder Game"
14. "Set It Out"
15. "#1 Crew"